# الوین تافلر
الوین لویس تافلر (به انگلیسی: Alvin Toffler)؛ (۳ اکتبر ۱۹۲۸–۲۷ ژوئن ۲۰۱۶)، نویسنده و آینده‌پژوه آمریکایی بود. وی برای آثارش در زمینه‌های انقلاب دیجیتال، انقلاب ارتباطات و تکینگی فناوری شناخته می‌شود. از تافلر به عنوان یکی از مشهورترین آینده‌پژوهان جهان یاد می‌شود که به خصوص با موفقیت حرکت جامعه صنعتی از مرحله تولید کالا به سوی عصر اطلاعات و تسلط کامپیوتر بر حیات اقتصادی و اجتماعی را پیش‌بینی کرد.
تافلر برای نخستین بار در ایران با ترجمه و انتشار کتاب «موج سوم» شهرت یافت. تافلر در این کتاب از سه حرکت عمده در تاریخ تحول بشر نام برد که هرکدام، به مثابه یک موج نیرومند، مرحله قبلی را از سر راه برداشته و مرحله جدید را برقرار کرد. «موج اول» انقلاب کشاورزی بود که به مرحله شکارگری پایان داد، موج دوم همانی است که کارشناسان تاریخ اقتصادی و اجتماعی از آن با عنوان انقلاب صنعتی نام می‌برند و بالاخره، موج سوم، که به اعتقاد الوین تافلر از دهه ۱۹۵۰ آغاز شد، به ورود جامعه صنعتی به عصر فراصنعتی منجر گردید.

## زندگی
آلوین تافلر در سال ۱۹۲۸ در شهر نیویورک و در یک خانواده یهودی مهاجر که از لهستان به آمریکا مهاجرت کرده بود متولد شد. مادرش رز و پدرش سام تافلر یهودی بودند. او می‌گفت که گرایش به نویسندگی را در سن هفت سالگی و تحت تأثیر یکی از خویشاوندانش که روزنامه‌نگار بود در خود احساس کرد.

## دوران جوانی تافلر
وی در سال ۱۹۴۶ برای تحصیل در رشته ادبیات انگلیسی وارد دانشگاه نیویورک شد و همسر آینده خود، آدلاید الیزابت فارل (که بعد از ازدواج به عنوان هایدی تافلر شناخته می‌شود) را وقتی هر دوی آن‌ها در دانشگاه مشغول تحصیل بودند، ملاقات کرد. تافلر از دانشگاه نیویورک در سال ۱۹۵۰ فارغ‌التحصیل شد، هرچند که بر طبق گفته خودش بیشتر از ادبیات انگلیسی بر فعالیت‌های سیاسی متمرکز بود. با همسر آینده‌اش، آدلاید الیزابت فارل (با نام مستعار «هایدی»)، هنگامی‌که او دوره‌های تحصیلات تکمیلی در زبان‌شناسی را شروع کرد آشنا شد. آن‌ها دانشجویان رادیکال و سرکش بودند و به‌جای کار درخور شأن تحصیلاتشان تصمیم گرفتند که به میانه غربی آمریکا سفر کنند و زندگی کولی واری را در آنجا آغاز کنند، جایی که آن‌ها در ۲۹ آوریل ۱۹۵۰ ازدواج کردند.
آن‌ها پس از نقل مکان کردن به ایالت‌های غرب میانه آمریکا، با یکدیگر ازدواج کردند. الوین و هایدی تافلر برای پنج سال پس از تحصیل در یک کارخانه کار می‌کردند اما در اواخر دهه ۱۹۵۰، الوین تافلر با فعالیت به عنوان خبرنگار یک نشریه کارگری و چند سال بعد به عنوان روزنامه‌نگار مجله فورچون به کار نویسندگی روی آورد. او همچنین به عنوان پژوهشگر در چند شرکت عمده فناوری آمریکایی فعالیت داشت.

## دوران کاری تافلر
به دنبال تجربه ای برای نوشتن، الوین و هایدی تافلر پنج سال را به‌عنوان کارگران یقه آبی در خطوط مونتاژ صرف کردند، درحالی‌که هرروز در حال یادگیری دربارهٔ سازمان‌ها بودند. الوین تمایل خود را برای تجربه کردن دست‌اول با نویسندگان دیگری، مانند جک لندن و رفتن به دریا با ملوانان و جان استاین‌بک و چیدن انگور با کارگران مهاجر مقایسه کرده‌است. در اولین شغل کارخانه‌ای، هایدی مباشر فروشگاه ریخته‌گری آلومینیوم و الوین جوشکار شد. الوین شب‌ها شعر و داستان می‌نوشت و در همین حین اولین کشف بزرگ خود را کرد؛ که در هیچ‌کدام مهارت ندارد.
تجربه کار عملی به او کمک کرد تا موقعیتی در یک روزنامه اتحادیه بگیرد و به دفتر واشینگتن در سال ۱۹۵۷ انتقال یابد، پس‌ازآن سه سال به‌عنوان خبرنگار مسئول کاخ سفید و کنگره برای یک روزنامه پنسیلوانیایی کار کرد. آن‌ها در سال ۱۹۵۹ هنگامی‌که مجله فورچون از الوین دعوت نمود که ستون‌نویس بخش کارگری شود به شهر نیویورک بازگشتند و کمی بعد الوین در مورد کسب‌وکار و مدیریت می‌نوشت. پس از خروج از مجله فورچون در سال ۱۹۶۲، تافلر تبدیل به یک فریلنسر شد و برای ژورنال‌ها و مجلات علمی مقالات بلند نوشت.
تافلر توسط آی.بی‌.ام. برای انجام تحقیقات و نوشتن یک مقاله در مورد تأثیر اجتماعی و سازمانی کامپیوتر و رایانه استخدام شد، این امر منجر به ارتباط او با اولین انجمن رایانه و محققان هوش مصنوعی شد. زیراکس او را دعوت نمود تا در مورد آزمایشگاه تحقیقاتی گزارش‌هایی را بنویسد و AT & T او را به عنوان مشاوره استراتژیک استخدام نمود. این کار AT & T منجر به مطالعه ارتباطات از راه دور توسط تافلر شد، نتیجه آن توصیه به مدیریت ارشد AT & T کوچک‌سازی و شکستن واحد سازمانی بود، توصیه‌ای که در آن دوران پیش از زمان خودش بود.
در اواسط ۱۹۶۰، تافلر تحقیق پنج‌ساله‌ای را آغاز کرد که تبدیل به کتاب شوک آینده، در سال ۱۹۷۰ شد این کتاب تا سال ۲۰۱۶ بیش از ۶ میلیون نسخه در سراسر جهان بر اساس گفته نیویورک‌تایمز یا بیش از ۱۵ میلیون نسخه بر اساس گفته وب‌سایت تافلر بفروش رفته‌است. تافلر اصطلاح «شوک آینده» را در این کتاب برای اشاره به شرایط جامعه زمانی که تغییرات بیش‌ازحد سریع اتفاق می‌افتد و در نتیجه آن سردرگمی اجتماعی و ناتوانی در فرایندهای تصمیم‌گیری طبیعی اتفاق می‌افتد، ابداع نمود .

وی این موضوع را در کتاب موج سوم در سال ۱۹۸۰ ادامه داد. موج اول و دوم را به‌عنوان انقلاب کشاورزی و صنعتی، توصیف نموده و «موج سوم» یک عبارت ابداعی توسط وی برای نشان دادن انقلاب کنونی مبتنی بر اطلاعات و کامپیوتر است. او گسترش اینترنت و ایمیل، رسانه‌های تعاملی، تلویزیون کابلی، شبیه‌سازی و دیگر پیشرفت‌های دیجیتال را پیش‌بینی نمود. در سال ۱۹۹۰ وی کتاب جابه‌جایی قدرت را با کمک همسرش، هایدی نوشت.
«یک تمدن جدید در زندگی ما در حال ظهور است و مردان کور در همه‌جا در حال تلاش برای سرکوب آن‌اند. این تمدن جدید با خود سبک‌های جدید خانواده؛ تغییر نحوه کار، عشق، وزندگی؛ یک اقتصاد جدید؛ درگیری‌های سیاسی جدید؛ و فراتر از آن‌یک خودآگاهی، تغییریافته به ارمغان می‌آورد … سپیده‌دم این تمدن جدید تنها حقیقت بزرگ و واقعی عمر ما است.» الوین تافلر، موج سوم (۱۹۸۰)
در سال ۱۹۹۶، با همکاری تام جانسون که یک مشاور کسب‌وکار بود، شرکت تافلر و همکاران را بنیان گذاشتند، شرکت مشاوره‌ای که مجری بسیاری از ایده‌های طراحی‌شده تافلر بود. این شرکت با کسب‌وکار، سازمان‌های غیردولتی و دولت‌ها در ایالات‌متحده، کره جنوبی، مکزیک، برزیل، سنگاپور، استرالیاو سایر کشورها کارکرده بود.
تافلر در ۲۷ ژوئن سال ۲۰۱۶ میلادی هنگام خواب در خانه مسکونی خود در لس‌آنجلس درگذشت.